# Сингулярианство
Сингуляриа́нство (англ. Singularitarianism) — этическая система и общественное движение, основанные на вере в то, что технологическая сингулярность возможна и необходима. Идеология сингулярианства обрела форму в 2000 году, когда Элиезер Юдковски написал «The Singularitarian Principles». Известным популяризатором идеи является Рэймонд Курцвейл, изложивший своё видение в 2005 году в книге «Сингулярность уже близка: когда люди превзойдут биологию». Он предполагает, что сингулярность может наступить в 2045 году.
Люди, разделяющие идеи сингулярности, ощущают себя братством и представляют собой субкультуру — сингулярианцев (сингуляров). Причём не все из них относят себя к школе Курцвейла. Сингулярианство основано на идее, что мировая история является не просто последовательностью сменяющих друг друга событий, перемены осуществимы, и человечество самостоятельно решает свою судьбу. Также большую роль играет идея, что все возможные проблемы цивилизации сможет решить сверхинтеллект, который появится в ходе ускоряющегося научно-технического прогресса.